# دينيس روشا
دينيس روشا (من مواليد دينيس ليتاو روشا في 5 ديسمبر 1983) عارضة أزياء برازيلية ومحامية ومستشارة برلمانية سابقة، وتشتهر بالحصول على المركز الثاني في الموسم السادس من برنامج آفازيندا- برنامج واقعي بثته ريدي ريكورد في 2013 قدم
ت غلاف مجلة بلايبوي في عام 2012.

## روابط خارجية
- Denise Rocha Profile on R7.com